# Digimon Virtual Pet

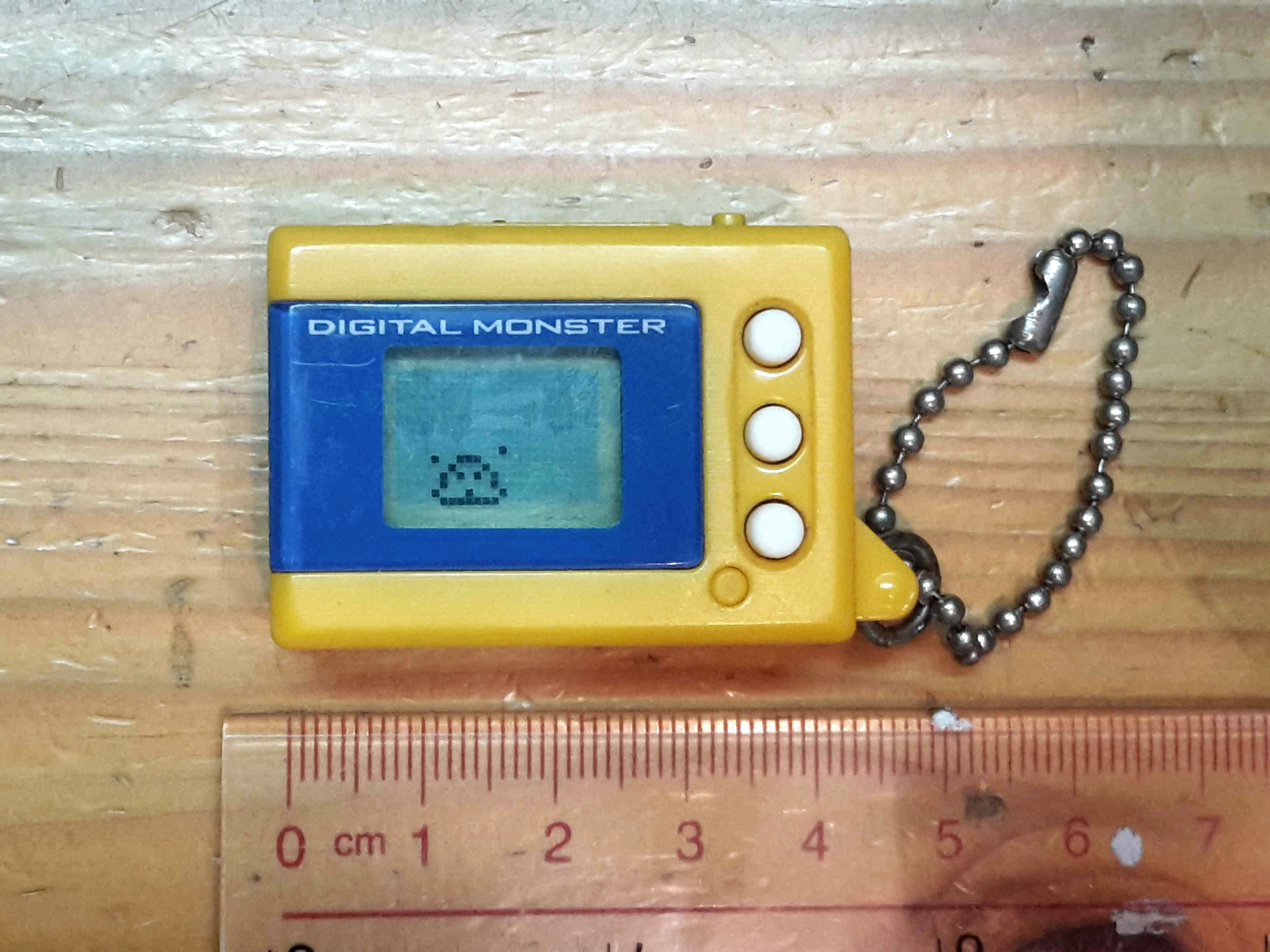
Un modelo de monstruo digital (mini versión 2).

El Digimon Virtual Pet (también conocido como Digimon V-Pet), es una serie de juguetes creados por Bandai, basados en otra de sus franquicias, el Tamagotchi. Lo que luego se convertiría en una famosa franquicia de anime, manga, videojuegos, etc. comenzó como un Tamagotchi para niños. Cada "Tamer" (como se le llama al dueño de un Digimon V-Pet) comienza con un Digimon de la etapa Bebé y lo va cuidando y criando, para que este pueda evolucionar en uno de los diferentes monstruos que conforman su "árbol evolutivo", y así hacerse cada vez más fuerte para poder enfrentarse a los Digimon de otros Tamers en fieras batallas. 

## Historia
Según el libreto de instrucciones del primer modelo, un "Digimon es el primer monstruo digital. Procede de un lejano mundo, el Mundo Monster, en el que las primitivas formas de vida hacen que la supervivencia sea un reto constante, y los Digimon deben estar en continua lucha frente a los peligros y adversidades que dominan su mundo. Con el fin de asegurar la especie Digimon, los pequeños cachorros han empezado a llegar a la tierra para ser criados y atendidos en su fase de crecimiento y, finalmente, entrenados para sobrevivir a las duras luchas de su primitivo mundo".

## Modo de juego
El Digimon V-Pet tiene varias funciones que le permiten al Tamer cuidar de su monstruo. Para poder utilizarlas, el V-Pet trae un juego de botones, generalmente tres, al igual que el Tamagotchi. El botón A sirve para seleccionar los iconos, el botón B para activar las opciones seleccionadas y el botón C para cancelar la opción. El botón de reset solo se puede activar con un objeto puntiagudo.
El primer icono indica los estatus del Digimon, como su edad, peso, hambre, energía y fuerza. Si el Digimon no tiene energía, no podrá luchar contra otros Digimon. 
El segundo icono es para alimentar al Digimon. La comida baja el nivel de hambre, y las vitaminas incrementan la fuerza y la energía. Sin embargo, darle de comer a un Digimon puede afectar su peso, y por ende, sus posibilidades de evolución. Cuando un Digimon llega a su etapa Novato, debe comer más, pues su nivel de hambre debe estar totalmente nulo. En cuanto a las vitaminas, un Digimon puede comer un número ilimitado de estas.
El tercer icono da a la "Training Box" (véase V-Pets en la ficción), donde el Tamer puede entrenar a su Digimon contra una "sombra" de este. El entrenamiento consiste en golpear a la "sombra" un número de veces, aunque es muy complicado hacerlo. Si el Digimon logra golpear a su sombra en al menos tres de cinco intentos, perderá peso y ganará un punto de fuerza. Si falla, tan solo perderá peso.
El cuarto icono activa el modo de batalla. De este modo, dos Tamers pueden conectar sus V-Pets y hacer que sus Digimon batallen entre sí. Ambos Digimon intercambiaran una serie de tres golpes, uno de los cuales será un golpe doble. Si el primer Digimon que realizó el golpe doble es capaz de esquivar el golpe doble del oponente, será el ganador. Este tipo de batalla tiene altas posibilidades de dejar al Digimon malherido, sin importar quien gane o pierda, y luchar varias veces en el día puede "matar" al Digimon (véase Megalithic Mainframe).
El quinto icono (primer icono del fondo) limpia las deposiciones del Digimon. Dejar sin limpiar las "suciedades" por mucho tiempo puede hacer que el Digimon enferme.
El sexto icono (segundo del fondo) sirve para apagar la luz. Dejar dormir al Digimon con la luz encendida puede debilitarlo y hacer que pierda opciones de evolucionar en sus formas más fuertes.
El séptimo icono (tercero del fondo) es el icono médico. Aquí se puede se puede tratar a un Digimon herido o enfermo. Generalmente, los Digimon se ponen furiosos cuando se les da medicamentos.
El octavo icono (cuarto del fondo) es el último y no puede ser controlado por el tamer. Solo se activa cuando el Digimon llama (Call), y generalmente eso ocurre cuando tiene hambre, hizo deposiciones o se durmió con la luz encendida.

### Árbol evolutivo
Un árbol evolutivo es una gama de monstruos en los que puede evolucionar un Digimon. Para evolucionar en uno de los tantos monstruos que hay en el árbol, un Digimon debe cumplir con ciertos requisitos. Cada uno de los diferentes V-Pets trae diferentes tipos de árboles evolutivos.

### Megalithic Mainframe
Megalithic Mainframe es un concepto único de los V-Pets americanos. El concepto nació debido a que los Digimon en las series de TV no morían (véase Digimon (criatura)), sino que tenían un ciclo vital basado en la rueda de la vida (nacimiento, muerte y renacimiento), mientras que en los V-Pets japoneses, los Digimon eran "borrados" del sistema (o sea, muertos sin posibilidad de renacer). Debido a que los V-Pets son un juguete para niños, Bandai de América decidió incluir el concepto del Megalitihic Mainframe para "suavizar" de cierto modo la muerte de los Digimon.
El Megalithic Mainframe es la fuente de los Digimon. Allí se encuentra el programa base que les dio vida, y una vez mueren, los Digimon regresan a él. Tiene la apariencia de un PC y allí se pueden ver todos los Digimon que un tamer ha criado y ya han muerto. Cuando regresan, los Digimon se quedan en la forma en que murieron, y batallan contra otros Digimon que también han muerto. La meta en vida de un Digimon es volverse el más fuerte para regresar al Megalithic Mainframe como el guerrero más poderoso y obtener el honor más grande de todos. Esto es una referencia al Valhalla nórdico.
En la versión japonesa, no existe en concepto del Megalithic Mainframe, y cuando el Digimon muere, tan solo se ve una tumba en su honor.

### Diferencias entre las distintas versiones
Además del Megalithic Mainframe, en la versión americana algunos de los Digimon fueron renombrados, por la censura a los nombres fuertes, con en el caso de Devimon, que fue llamado Darkmon ("Dacmon" según la versión en español del libreto de instrucciones), o por las referencias culturales autóctonas japonesas, como en el caso de Monzaemon que fue llamado Teddymon ("Poseidon" según la versión en español del libreto de instrucciones).
Existe una sexta entrega de la primera generación de V-Pet, y es llamada Digital Monster Ver. 6. Aunque muchos creen que no existe o que es un rumor, solo fue lanzada al mercado de Oceanía por Bandai Asia. Esta versión re-usa monstruos de las primeras versiones, y aunque trae algunos monstruos nuevos, estos parecen reediciones de los monstruos normales. Es por eso que muchas personas creen que se trata de una versión hackeada o no oficial, que utilizaba el mismo sistema que el primer Digital Monster. Esta idea fue desechada más adelante, y al parecer dio pie para la creación del Pendulum Cycle, una versión hackeada del Pendulum japonés, que tampoco resultó ser un gran éxito.

### Digivices
Los Digivices son una serie de juguetes basados en sus homónimos de las series de TV, que usan la misma tecnología de los V-Pets, pero no son Tamagotchis, pues los monstruos de estos no requieren de ningún tipo de cuidado. Los Digivices poseen minijuegos y un modo de pasar aventuras. Aun así, poseen el sistema de interconexión, lo que permite que los monstruos de un Digivice y un V-Pet puedan batallar.

## Wonderswan
Algunos juegos de la consola Wonderswan están diseñados para interconectarse con las primeras versiones de los V-Pets. Además, el juego Digital Monster ver. W es un emulador de V-Pet, y el jugador puede criar hasta cinco monstruos al tiempo.

## Curiosidades
- Los Digimon V-Pet fueron los primeros en usar la tecnología para conectarse con otros aparatos, sistema que luego sería usado en los Tamagotchis.
- El término "Dock 'n rock", usado para llamar a la interconexión entre los V-Pets, es único de la versión americana, y solo fue usado en las primeras versiones del juego. Luego fue llamado "Battle Connect". En la versión japonesa, este sistema no posee un nombre.
- En las primeras versiones de los V-Pets, estos se podían interconectar con Digivices y videojuegos gracias al D-Link System. Sin embargo, este sistema no es compatible con las versiones actuales.
- Las versiones asiáticas y americanas de los Digivices son diferentes a las versiones japonesas.

## V-Pets en la ficción
Los V-Pets han sido usados en los mangas y algunos de los videojuegos como los Digivices de los protagonistas a modo de promocionar estos artículos. Varios ejemplos de esto son mangas como Digimon Adventure V-Tamer 01 o Digimon Next, o videojuegos como Digimon World. En algunos casos, para promocionar sus V-Pets, Bandai creó varias historias para sus productos, como en el caso de Digimon Chronicle o los Digimon Twin. 
En la historia de los Digimon Twin es revelado que los Digimon que nacen en los V-Pets son Digimon artificiales, término que fue acuñado como Art Digimon en Digimon Next. Estos Digimon nacen cuando un digihuevo es obtenido del Digimundo, y los datos del digihuevo son comprimidos en una pequeña cantidad de información, y de los datos es extraída una copia del digihuevo.
El digihuevo extraído es enviado directamente por el link al respectivo V-Pet, a un lugar llamado "Training BOX", ubicado en otra capa del Digimundo. Así, el Monstruo Digital es mantenido en un espacio al que se puede llegar manipulando el V-Pet, el artefacto que puede acceder a la Training BOX, en la red. El Monstruo Digital no está almacenado en el artefacto.
Según las historias, el verdadero propósito de los V-Pets es "la observación/experimentación de la ecología de los Digital Monsters", y aunque sean vendidos al público en general, se hace para detectar a posibles Tamers potenciales.